# Bloco pedunculado
Blocos pedunculados são a forma rochosa resultante da erosão diferencial provocada pelo vento, num processo resultante da erosão eólica. Algumas rochas, como os granitos, quando sujeitas à acção dos agentes de meteorização adquirem formas particulares. Os blocos pedunculados são mais finos na base do que no topo, fazendo lembrar cogumelos ou chapéus de chuva gigantes. Um vento que contenha areia no seu seio é um meio natural de corrasão eficaz pois o impacto de partículas a alta velocidade desgasta as superfícies sólidas. A corrosão natural actua principalmente junto ao chão, onde a maior parte dos grãos de areia são transportados. A corrasão arredonda e erode os afloramentos rochosos, os blocos e os calhaus. Em virtude da energia cinética, o vento provoca a deflação das rochas. A sua origem dá-se após a exposição à superfície de uma porção granítica, que resulta de uma mais rápida alteração química da rocha ao nível do solo, onde as águas subterrâneas se acumulam e enriquecem em ácidos orgânicos e uma segunda etapa desenvolvida durante um período de chuvas mais intensas em que os solos sofrem erosão acelerada, expondo o pedúnculo que une o todo coerente ao seu substrato granítico.